# Alsomyia
Alsomyia – rodzaj muchówek z rodziny rączycowatych (Tachinidae).

## Wybrane gatunki
- A. anomala Villeneuve, 1929[2]
- A. capillata Róndani, 1859[1]
- A. olfaciens (Pandellé, 1896)[1]
- A. rufipes Villeneuve, 1937[2]